# عتبة بن ابی‌سفیان
ابوالولید عتبة بن ابی‌سفیان بن حرب اموی قریشی (به عربی: أَبْو الوَلید عُتبَةِ بْنَ أَبي سُفِيان بنَ حَرب الأمويُّ القُرَشيُّ) عضوی از خاندان اموی بود و در سال‌های (حک. ۶۶۴–۶۶۵ میلادی)، در زمان خلافت برادرش، معاویة بن ابی‌سفیان (حک. ۶۶۱–۶۸۰ میلادی)، به عنوان فرماندار اموی مصر خدمت کرد.

## زندگی

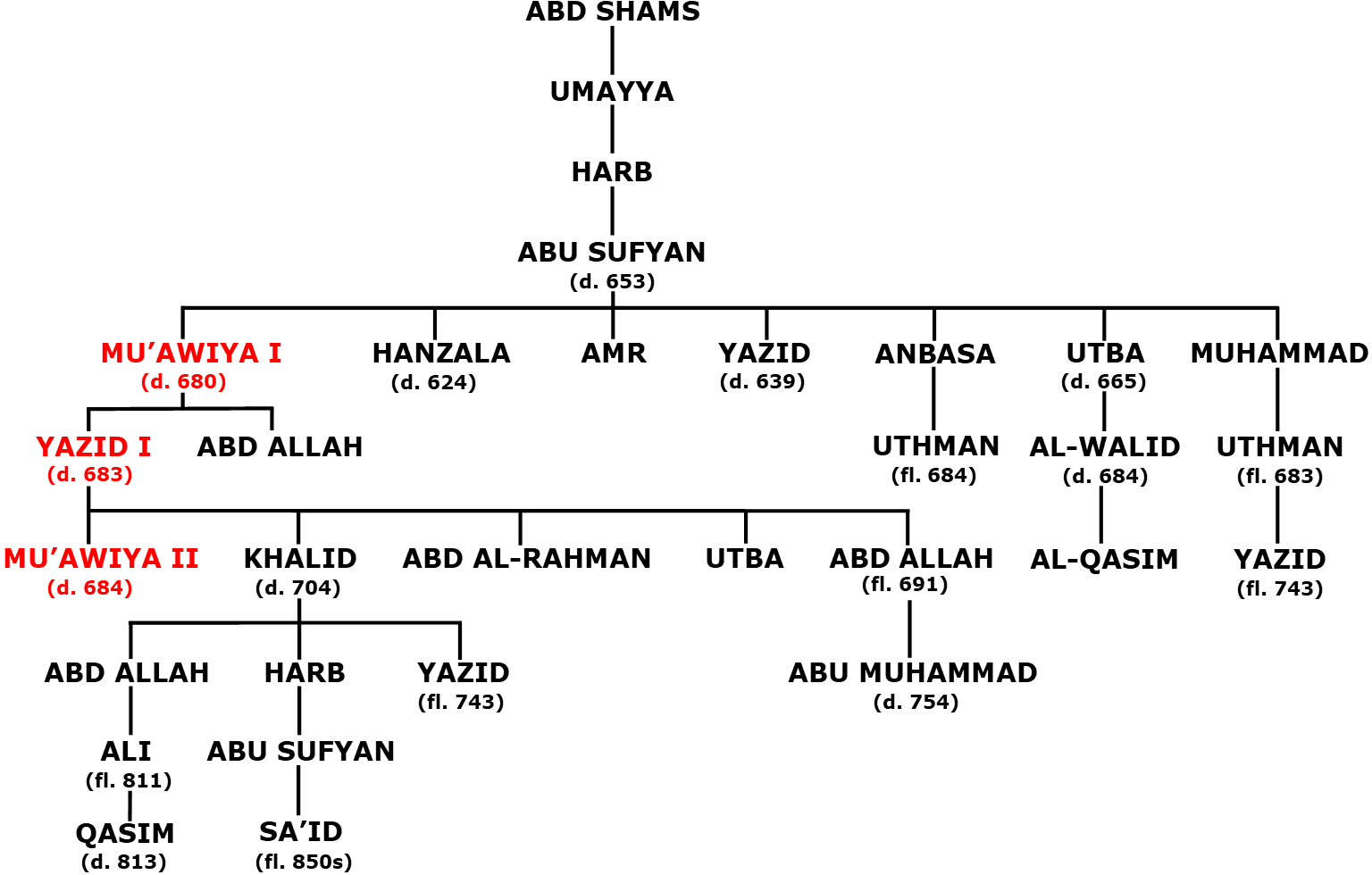
تبارنامه خاندان امویان، خاندان حاکم بر خلافت اموی که عتبه عضوی از آن بود

عتبه پسر ابوسفیان بن حرب از و هند بنت عتبه بود. در زمان خلافت عمر بن خطاب (حک. ۶۳۴–۶۴۴)، او مسئول جمع‌آوری صدقه از قبیله کنانه مستقر در اطراف مکه بود. او در پی استفاده از پول جمع‌آوری‌شده از آنها برای تجارت بود. او در کنار بیشتر قریش به رهبری عایشه، همسر پیامبر اسلام، علیه علی بن ابی‌طالب (حک. ۶۵۶–۶۶۱)، در جنگ جمل در نزدیکی بصره در سال ۶۵۶ میلادی جنگید. بلافاصله پس از پیروزی علی بن ابی‌طالب، عتبه به عایشه پناه برد و از بیعت با علی خودداری کرد. او کمی بعد موفق شد به دمشق فرار کند، جایی که برادرش، معاویه، به عنوان فرماندار شام حکومت می‌کرد. در مذاکرات اتحاد بین معاویه و عمرو بن عاص، عتبه برادرش را تحت فشار قرار داد تا پیشنهاد عمرو مبنی بر دریافت حکومت مادام‌العمر مصر را در ازای حمایتش علیه علی بپذیرد. عتبه بعداً در طول نبرد صفین علیه علی در سال ۶۵۷ میلادی، از همراهان معاویه بود. معاویه در سال ۶۶۱ میلادی خلیفه شد و عتبه را به عنوان مسئول زیارت سالانه حج در مکه در مارس ۶۶۲ میلادی منصوب کرد.
پس از مرگ عمرو بن عاص در سال ۶۶۴ میلادی، پسرش عبدالله در سال ۶۶۴ میلادی برای چند هفته به عنوان فرماندار مصر منصوب شد، پیش از آنکه از سمت خود برکنار شود و عتبه به عنوان فرماندار مصر منصوب شود. او با اعزام ۱۲٫۰۰۰ سرباز عرب به شهر و ساخت دارالاماره (کاخ فرماندار) حضور اعراب مسلمان را تقویت کرد و جایگاه سیاسی اسکندریه را ارتقا داد. قرار بود دارالاماره به عنوان محل اقامت فرماندار عرب استان که در فسطاط مستقر بود، مورد استفاده قرار گیرد. عتبه اولین فرماندار عرب مصر بود که منابع عربی از اسکندریه بازدید کرده‌اند، اگرچه به گفته احمد بلاذری، تلویحاً گفته می‌شود که عمرو به عنوان فرماندار وارد شهر شده است. با این وجود، عتبه همچنان نگران این بود که تعداد سربازان در اسکندریه ناکافی و در برابر جمعیت بزرگ مسیحیان محلی آسیب‌پذیر باشد. عتبه در سال ۶۶۵ میلادی در سمت خود درگذشت، و عقبه بن عامر، قاطرچی محمد، جانشین او شد. با این حال، به گفته‌ی محمد طبری مورخ قرن نهم، عتبه در فوریه ۶۶۷ میلادی مراسم حج را رهبری کرد و او یا برادرش عنبسه سال بعد، در ژانویه ۶۶۸ میلادی، دوباره آن را رهبری کردند.
ولید پسر عتبه، در زمان معاویه و پسرش یزید (حک. ۶۸۰–۶۸۳)، به عنوان فرماندار مدینه خدمت کرد. عبدالله بن محمد العتبی، از نوادگان عتبه، به عنوان منبع اطلاعات در تاریخ طبری ثبت شده است.